# Anisia opaca
Anisia opaca là một loài ruồi trong họ Tachinidae.